# Botsuana nos Jogos Paralímpicos de Verão de 2004
Botsuana participou dos Jogos Paralímpicos de Verão de 2004, que foram realizados na cidade de Atenas, na Grécia, entre os dias 17 e 28 de setembro de 2004. Tshotlego Morama conquista a medalha de ouro nos 400 m do atletismo.